# Lawrence Soens
Lawrence Donald Soens (ur. 26 sierpnia 1926 w Iowa City, zm. 1 listopada 2021 w Sioux City) – amerykański duchowny katolicki, biskup Sioux City w latach 1983–1998.

## Życiorys
Do kapłaństwa przygotowywał się w Kenrick Seminary w St. Louis. Ukończył również University of Iowa. 6 maja 1950 otrzymał święcenia kapłańskie i przez kolejne dziesięciolecia pracował duszpastersko w rodzinnej diecezji Davenport. Był m.in. dyrektorem Regina Catholic High School w rodzinnym mieście, rektorem St. Ambrose Seminary i wykładowcą w St. Ambrose College w Davenport. Od grudnia 1981 roku nosił tytuł prałata. 
15 czerwca 1983 papież Jan Paweł II mianował go ordynariuszem sąsiedniej diecezji Sioux City. Sakry udzielił mu ówczesny metropolita Dubuque James Joseph Byrne. Z funkcji tej zrezygnował 28 listopada 1998 roku, a jego następcą został dotychczasowy koadiutor, mianowany rok wcześniej, Daniel DiNardo – przyszły kardynał.

## Skandal seksualny
Będąc już na emeryturze został oskarżony przez 15 swych dawnych uczniów z Regina Catholic High School o molestowanie seksualne. Choć sam bp Soens zaprzeczał temu, do głosu dochodziło coraz więcej świadków. Sprawa została dokładnie opisana w roku 2007 w „Daily Iowan”, a diecezja Sioux City ogłosiła bankructwo w związku z aferą pedofilską.